# سكسيون داسوت
سكسيون داسو (بالفرنسية: Sexion d'Assaut)‏ وتعني كتيبة العاصفة هي فرقة هيب هوب فرنسية من باريس. تم تشكيلها في عام 2002، وتتكون حاليًا من ثمانية أعضاء وهم غيمس، براك أداما، ليفا، ماسكا، دومامز، جي آر أو كروم، بلاك إم وإل إي أو بيترودولار. تعمل المجموعة مع شركة التسجيلات واتي بي.
أصدرت المجموعة أول ألبوم استوديو لها بعنوان «مدرسة النقاط الحيوية» (بالفرنسية: L'École des Points vitaux)‏ في مارس 2010. وتبع ذلك ألبوم استوديو ثان بعنوان «الذروة» (بالفرنسية: L'Apogée)‏، والذي مكن المجموعة من الفوز بجائزتين من جائزة أن أر جي الموسيقية في 26 يناير 2013 في فئات «المجموعة الفرنكوفونية / ثنائي العام» و «أغنية العام للفرنكوفونية». بعد النجاح الهائل الذي حققه ألبوم الذروة، قرر جميع أعضاء المجموعة حلها والخروج في مسيرات مهنية فردية. أخيرًا، يتم إعادة المجموعة في عام 2020 مع ألبوم ثالث تحت عنوان «عودة الملوك» (بالفرنسية: Le Retour des rois)‏، وجولة وطنية مقررة في عام 2021.

## التاريخ
في عام 2002، قام غيمس مع صديقيه جي آر أو كروم وماسكا، بتشكيل مجموعة ثلاثية وأطلقو عليها اسم النموذج المبدئي 3015. تم اختيار اسم المجموعة في إشارة إلى فيلم، وذلك أساسًا لمعناه القتالي، يتضمن اسم سكسيون داسوت إشارة إلى كتيبة العاصفة، وهي الجناح شبه العسكري للحزب النازي، والتي تتعلمها المجموعة بالصدفة خلال حفل موسيقي لمدينة باريس. في عام 2005، اندمج الثلاثي مع مجموعة السجع، وهي مجموعة أخرى من سكسيون داسوت الجماعية. المجموعة تسمى الآن النموذج الأولي الثالث. بعد إنتاج بضع قطع بشكل مستقل، التقى أعضاء سكسيون داسوت بوكيلهم داوالا في باريس. مع داوالا، أطلق النموذج الأولي الثالث أول شريط مختلط بعنوان الأرض الوسطى، في 13 مايو 2006. صمم غيمس غلاف القرص المضغوط. في عام 2007 أصدروا ألبوم بعنوان التجديد.
من خلال النموذج المبدئي 3015 ثم النموذج المبدئي 3 يعد غيمس جزءًا هاما من مجموعة سكسيون داسوت. أطلقت مجموعة سكسيون داسوت أولى أغانيه بين عامي 2002 و 2003. مع سكسيون داسوت، يشارك غيمس مرتين في مسابقة إنشالله ستار 12، وهي مسابقة راب شهيرة في مترو الأنفاق الباريسي. جاء في المركز الثاني واكتسب سمعة سيئة، والمعروف الآن بأنه أحد أفضل مغني الراب الحر في فرنسا. في عام 2008، قدمت المجموعة أغاني شهرية مجانية تسمى أخبار الأيام من الشهر: كل شهر، تم إصدار أغنيتين على الأقل من الأغاني الحرة عبر الصوت أو الفيديو. في يناير 2009، نشرت سكسيون داسوت شريطًا شبكيًا تمت إعادة تسميته باسم أخبار الأيام 75، وهو تجميع يحتوي أيضًا على أغان لم يتم إصدارها سابقًا.
في عام 2010، أصدر سكسيون داسوت ألبوم بعنوان مدرسة النقاط الحيوية. يُنسب إلى غيمس هناك كمغني وكاتب أغاني. قام بتأليف الكلمات الموسيقية للعديد من الأغاني. كما يشارك صانعو إيقاعات آخرون في الألبوم. لاقى الألبوم نجاحًا كبيرًا مع عامة الناس، حيث تم بيع أكثر من 400000 نسخة. في أبريل 2011، اندلع جدل حول ادعاءات المجموعة المعادية للمثليين. رداً على الانتقادات، قرر أعضاء سكسيون داسوت إصدار شريط مختلط بعنوان الذروة: أخبار الأيام 75، والذي على الرغم من كل شيء لاقى نجاحًا مع أغان مثل باريس بخير ومن قال لك؟. يحتوي المشروع على قرص دي في دي يتضمن أحد مقاطع الأغاني الموجودة، بالإضافة إلى فيلم وثائقي يتتبع رحلة المجموعة. في مارس 2012، أطلقوا ألبومهم الثاني بعنوان الذروة، والذي كان أكثر نجاحًا من الأول. باع الألبوم أكثر من 700000 نسخة.

## الأعضاء

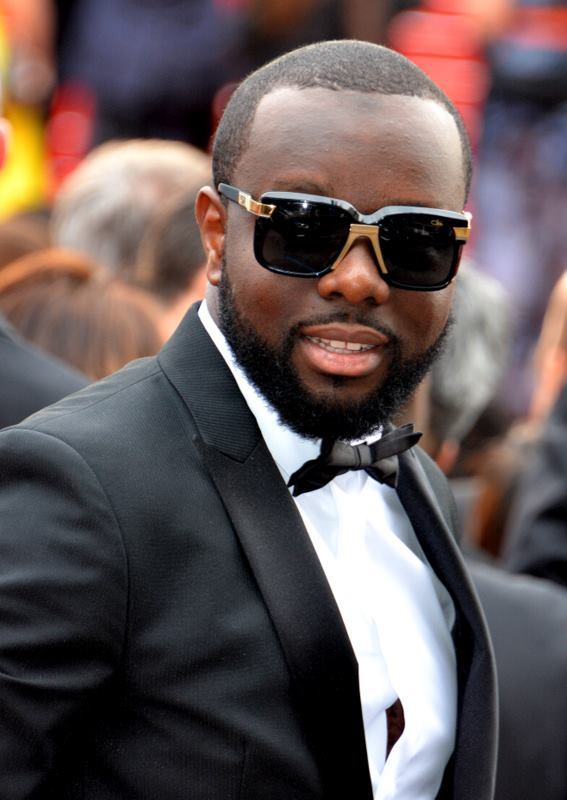
غيمس

### أعضاء حاليون
- غيمس (بالفرنسية: Gims)‏ وإسمه الحقيقي هو غاندي بلال دجونا ولد يوم 6 مايو 1986 في كينشاسا، جمهورية الكونغو الديمقراطية.
- بلاك إم (بالفرنسية: Black M)‏ وإسمه الحقيقي هو ألفا ديالو ولد يوم 27 ديسمبر 1984 في باريس، فرنسا.
- ليفا (بالفرنسية: Lefa)‏ وإسمه الحقيقي هو عبد الكريم فال ولد يوم 28 نوفمبر 1985 في باريس، فرنسا.
- باراك أداما (بالفرنسية: Barack Adama)‏ وإسمه الحقيقي هو أداما ديالو ولد يوم 21 ديسمبر 1985 في داكار، السنغال.
- جي آر أو كروم (بالفرنسية: JR O Crom)‏ وإسمه الحقيقي هو كريم بالو ولد يوم 25 يناير 1985 في باريس، فرنسا.
- ماسكا (بالفرنسية: Maska)‏ وإسمه الحقيقي هو باستيان فينسينت ولد يوم 21 مايو 1985 في باريس، فرنسا.
- دومامز (بالفرنسية: Doomams)‏ وإسمه الحقيقي هو مامادو بالدي ولد يوم 13 مارس 1983 في داكار، السنغال.

### أعضاء سابقون
- إل إي أو بيترودولار (بالفرنسية: L.I.O Pétrodollars)‏ وإسمه الحقيقي هو ليونيل داهي ولد يوم 23 مارس 1985 في أبيدجان، ساحل العاج.

## ديسكوغرافيا

### ألبومات إستديو
| السنة | الألبوم              | مواقع بلوغ الذروة | مواقع بلوغ الذروة | مواقع بلوغ الذروة | شهادات   |
| السنة | الألبوم              | فرنسا             | بلجيكا            | سويسرا            | شهادات   |
| ----- | -------------------- | ----------------- | ----------------- | ----------------- | -------- |
| 2009  | سحق الرأس            | 36                | —                 | —                 |          |
| 2010  | مدرسة النقاط الحيوية | 2                 | 5                 | 37                | بلاتينية |
| 2012  | الذروة               | 1                 | 1                 | 15                | ماسية    |

## روابط خارجية
- سكسيون داسوت على موقع ميوزك برينز (الإنجليزية)
- سكسيون داسوت على موقع أول ميوزيك (الإنجليزية)
- سكسيون داسوت على موقع ديسكوغز (الإنجليزية)